# Einschaltkurve
Eine Einschaltkurve beschreibt in grafischer Darstellung das zeitliche Verhalten eines elektrischen Bauelementes, eines elektrisch betriebenen Gerätes, eines Stromkreises oder einer Messstrecke nach dem "Einschalten" bzw. dem Anlegen einer elektrischen Spannung an die elektrischen Anschlüsse. 
Beim Schalten elektrischer Geräte wird normalerweise eine konstante Spannung angelegt. Elektromotoren, besonders wenn sie unter Last anlaufen, haben hohe Anlaufströme, die danach kleiner werden. Beispielsweise kann anhand des Verlaufes des Stromes über die Zeit in der Einschaltkurve  das notwendige Zeitverhalten der elektrischen Absicherung bestimmt werden. 
Der Begriff Einschaltkurve wird auch vielfach im gleichen Sinne wie Einschaltquote für die Zuschauer-Resonanz von Fernsehsendungen verwendet und bezeichnet dort die sich positiv oder negativ verändernde Zuschauerzahl im Laufe der Sendung nach Sendungsbeginn.